# Kanton Châteaubriant
Châteaubriant is een kanton van het Franse departement Loire-Atlantique. Het kanton maakt deel uit van het arrondissement Châteaubriant-Ancenis.

## Gemeenten
Het kanton Châteaubriant omvatte tot 2014 de volgende gemeenten:
- Châteaubriant (hoofdplaats)
- Ruffigné
- Saint-Aubin-des-Châteaux
- Soudan

Na de herindeling van de kantons bij decreet van 25 februari 2014, met uitwerking op 22 maart 2015, omvat het kanton volgende 19 gemeenten:
- La Chapelle-Glain
- Châteaubriant
- Erbray
- Fercé
- Grand-Auverné
- Issé
- Juigné-des-Moutiers
- Louisfert
- La Meilleraye-de-Bretagne
- Moisdon-la-Rivière
- Noyal-sur-Brutz
- Petit-Auverné
- Rougé
- Ruffigné
- Saint-Aubin-des-Châteaux
- Saint-Julien-de-Vouvantes
- Soudan
- Soulvache
- Villepot